# Аркагалінське родовище вугілля
Аркагалінське родовище вугілля — основна паливна база Магаданської області РФ. Розробляється з 1937 року.

## Характеристика
Розташоване за 700 км на північний захід від м. Магадан, з яким пов'язане шосейними дорогами. Запаси вугілля 496 млн т, у тому числі розвідані 201 млн т (1980).
Родовище, площа якого близько 240 км², витягнуте на 60 км уздовж русла р. Аркагала і перетинається її численними притоками. У продуктивному горизонті (до 22 м) аркагалінської світи (сеноман-турон) є до 6 лінзоподібних і розщеплених покладів вугілля складної будови, 3 з яких мають промислове значення. Переважають потужності 3—6 м, на окремих ділянках до 30 м. Вугленосні відклади становлять дві розрізнені асиметричні брахісинкліналі (Верхньоаркагалінську і Нижньоаркагалінську), які являють собою два самостійні родовища. Залягання порід ускладнене вторинною складчастістю і численними розривами. Вугілля кам'яне (марки Д і частково Г), теплота згоряння 29,1—32,2 МДж/кг.

## Технологія розробки
На Нижньоаркагалінськіому родовищі видобуток вугілля ведеться шахтами, на Верхньоаркагалінському — невеликими кар'єрами. Вугілля використовується в енергетичних цілях Аркагалінською ГРЕС, гірничорудної промисловості й комунальними підприємствами району.